# Draft NFL 1990
Il Draft NFL 1990 si è tenuto dal 22 al 23 aprile 1990. Prima dell'inizio della stagione regolare si svolse anche un draft supplementare.

## Selezioni
|  | = Pro Bowler |

|  | = Hall of Famer |

### Primo giro
| Scelta | Squadra                                           | Giocatore        | Ruolo            | College          |
| ------ | ------------------------------------------------- | ---------------- | ---------------- | ---------------- |
| 1      | Indianapolis Colts (dagli Atlanta Falcons)        | Jeff George      | Quarterback      | Illinois         |
| 2      | New York Jets                                     | Blair Thomas     | Running back     | Penn State       |
| 3      | Seattle Seahawks (dai New England Patriots)       | Cortez Kennedy   | Defensive tackle | Miami            |
| 4      | Tampa Bay Buccaneers                              | Keith McCants    | Linebacker       | Alabama          |
| 5      | San Diego Chargers                                | Junior Seau      | Linebacker       | USC              |
| 6      | Chicago Bears                                     | Mark Carrier     | Defensive back   | USC              |
| 7      | Detroit Lions                                     | Andre Ware       | Quarterback      | Houston          |
| 8      | New England Patriots (dai Seattle Seahawks)       | Chris Singleton  | Linebacker       | Arizona          |
| 9      | Miami Dolphins                                    | Richmond Webb    | Tackle           | Texas A&M        |
| 10     | New England Patriots(da Indianapolis via Seattle) | Ray Agnew        | Defensive End    | NC State         |
| 11     | Los Angeles Raiders                               | Anthony Smith    | Defensive End    | Arizona          |
| 12     | Cincinnati Bengals                                | James Francis    | Linebacker       | Baylor           |
| 13     | Kansas City Chiefs                                | Percy Snow       | Linebacker       | Michigan State   |
| 14     | New Orleans Saints                                | Renaldo Turnbull | Defensive End    | West Virginia    |
| 15     | Houston Oilers                                    | Lamar Lathon     | Linebacker       | Houston          |
| 16     | Buffalo Bills                                     | James Williams   | Defensive Back   | Fresno State     |
| 17     | Dallas Cowboys (dai Pittsburgh Steelers)          | Emmitt Smith     | Running Back     | Florida          |
| 18     | Green Bay Packers (dai Cleveland Browns)          | Tony Bennett     | Linebacker       | Mississippi      |
| 19     | Green Bay Packers                                 | Darrell Thompson | Running Back     | Minnesota        |
| 20     | Atlanta Falcons(dai Washington Redskins)          | Steve Broussard  | Running Back     | Washington State |
| 21     | Pittsburgh Steelers(da Minnesota via Dallas)      | Eric Green       | Tight end        | Liberty          |
| 22     | Philadelphia Eagles                               | Ben Smith        | Defensive Back   | Georgia          |
| 23     | Los Angeles Rams                                  | Bern Brostek     | Centro           | Washington       |
| 24     | New York Giants                                   | Rodney Hampton   | Running Back     | Georgia          |
| 25     | San Francisco 49ers                               | Dexter Carter    | Running Back     | Florida State    |
| 0      | New York Jets (Draft supplementare)               | Rob Moore        | Wide Receiver    | Syracuse         |

### Secondo giro
| Scelta | Squadra              | Giocatore        | Ruolo              | College             |
| ------ | -------------------- | ---------------- | ------------------ | ------------------- |
| 26     | Dallas Cowboys       | Alexander Wright | Wide Receiver      | Auburn              |
| 27     | Atlanta Falcons      | Darion Conner    | Outside Linebacker | Jackson State       |
| 28     | New York Jets        | Reggie Rembert   | Wide Receiver      | West Virginia       |
| 29     | Seattle Seahawks     | Terry Wooden     | Outside Linebacker | Syracuse            |
| 30     | Tampa Bay Buccaneers | Reggie Cobb      | Running Back       | Tennessee           |
| 31     | Phoenix Cardinals    | Anthony Thompson | Running Back       | Indiana             |
| 32     | Chicago Bears        | Fred Washington  | Defensive Tackle   | Texas Christian     |
| 33     | Chicago Bears        | Ron Cox          | Outside Linebacker | Fresno State        |
| 34     | Seattle Seahawks     | Robert Blackmon  | Safety             | Baylor              |
| 35     | Detroit Lions        | Dan Owens        | Defensive End      | USC                 |
| 36     | Indianapolis Colts   | Anthony Johnson  | Running Back       | Notre Dame          |
| 37     | Los Angeles Raiders  | Aaron Wallace    | Defensive End      | Texas A&M           |
| 38     | Cincinnati Bengals   | Harold Green     | Running Back       | South Carolina      |
| 39     | Miami Dolphins       | Keith Sims       | Guard              | Iowa State          |
| 40     | Kansas City Chiefs   | Tim Grunhard     | Center             | Notre Dame          |
| 41     | Houston Oilers       | Jeff Alm         | Defensive Tackle   | Notre Dame          |
| 42     | Buffalo Bills        | Carwell Gardner  | Running Back       | Louisville          |
| 43     | Pittsburgh Steelers  | Kenny Davidson   | Defensive End      | LSU                 |
| 44     | New Orleans Saints   | Vince Buck       | Cornerback         | Central State, Ohio |
| 45     | Cleveland Browns     | Leroy Hoard      | Running Back       | Michigan            |
| 46     | Washington Redskins  | Andre Collins    | Linebacker         | Penn State          |
| 47     | San Francisco 49ers  | Dennis Brown     | Defensive End      | Washington          |
| 48     | Green Bay Packers    | LeRoy Butler     | Strong Safety      | Florida State       |
| 49     | Los Angeles Rams     | Pat Terrell      | Free Safety        | Notre Dame          |
| 50     | Philadelphia Eagles  | Mike Bellamy     | Wide Receiver      | Illinois            |
| 51     | New York Giants      | Mike Fox         | Defensive End      | West Virginia       |
| 52     | Denver Broncos       | Alton Montgomery | Defensive Back     | Houston             |
| 53     | San Francisco 49ers  | Eric Davis       | Cornerback         | Jacksonville State  |

### Terzo giro
| Scelta | Squadra              | Giocatore          | Ruolo              | College              |
| ------ | -------------------- | ------------------ | ------------------ | -------------------- |
| 54     | Minnesota Vikings    | Mike Jones         | Tight End          | Texas A&M            |
| 55     | Atlanta Falcons      | Oliver Barnett     | Defensive End      | Kentucky             |
| 56     | New York Jets        | Tony Stargell      | Cornerback         | Tennessee State      |
| 57     | San Diego Chargers   | Jeff Mills         | Inside Linebacker  | Nebraska             |
| 58     | Phoenix Cardinals    | Ricky Proehl       | Wide Receiver      | Wake Forest          |
| 59     | New England Patriots | Tommy Hodson       | Quarterback        | Louisiana State      |
| 60     | San Diego Chargers   | Leo Goeas          | Guard              | Hawaii               |
| 61     | Chicago Bears        | Tim Ryan           | Defensive Tackle   | Southern California  |
| 62     | Detroit Lions        | Marc Spindler      | Defensive End      | Pittsburgh           |
| 63     | Chicago Bears        | Peter Tom Willis   | Quarterback        | Florida State        |
| 64     | Dallas Cowboys       | Jimmie Jones       | Defensive Tackle   | Miami                |
| 65     | Cincinnati Bengals   | Bernard Clark      | Inside Linebacker  | Miami                |
| 66     | Miami Dolphins       | Alfred Oglesby     | Nose Tackle        | Houston              |
| 67     | San Diego Chargers   | Walter Wilson      | Wide Receiver      | East Carolina        |
| 68     | San Francisco 49ers  | Ronald Lewis       | Wide Receiver      | Florida State        |
| 69     | Buffalo Bills        | Glenn Parker       | Guard              | Arizona              |
| 70     | Pittsburgh Steelers  | Neil O'Donnell     | Quarterback        | Maryland             |
| 71     | New Orleans Saints   | Joel Smeenge       | Defensive End      | Western Michigan     |
| 72     | Houston Oilers       | Willis Peguese     | Defensive End      | Miami                |
| 73     | Cleveland Browns     | Anthony Pleasant   | Defensive End      | Tennessee State      |
| 74     | Minnesota Vikings    | Marion Hobby       | Defensive End      | Tennessee            |
| 75     | Green Bay Packers    | Bobby Houston      | Outside Linebacker | North Carolina State |
| 76     | Washington Redskins  | Mohammed Elewonibi | Tackle             | Brigham Young        |
| 77     | Philadelphia Eagles  | Fred Barnett       | Wide Receiver      | Arkansas State       |
| 78     | Los Angeles Rams     | Latin Berry        | Cornerback         | Oregon               |
| 79     | New York Giants      | Greg Mark          | Inside Linebacker  | Miami                |
| 80     | New England Patriots | Greg McMurtry      | Wide Receiver      | Michigan             |
| 81     | Pittsburgh Steelers  | Craig Veasey       | Defensive Tackle   | Houston              |

### Quarto giro
| Scelta | Squadra              | Giocatore       | Ruolo             | College             |
| ------ | -------------------- | --------------- | ----------------- | ------------------- |
| 82     | Denver Broncos       | Jeroy Robinson  | Inside Linebacker | Texas A&M           |
| 83     | Indianapolis Colts   | Stacey Simmons  | Wide Receiver     | Florida             |
| 84     | New York Jets        | Troy Taylor     | Quarterback       | California          |
| 85     | Phoenix Cardinals    | Travis Davis    | Nose Tackle       | Michigan State      |
| 86     | Washington Redskins  | Cary Conklin    | Quarterback       | Washington          |
| 87     | Tampa Bay Buccaneers | Jess Anderson   | Tight End         | Mississippi State   |
| 88     | Chicago Bears        | Tony Moss       | Wide Receiver     | Louisiana State     |
| 89     | Seattle Seahawks     | Chris Warren    | Running Back      | Ferrum, Va.         |
| 90     | Detroit Lions        | Rob Hinckley    | Linebacker        | Stanford            |
| 91     | Cincinnati Bengals   | Mike Brennan    | Guard             | Notre Dame          |
| 92     | San Francisco 49ers  | Dean Caliguire  | Center            | Pittsburgh          |
| 93     | Miami Dolphins       | Scott Mitchell  | Quarterback       | Utah                |
| 94     | Indianapolis Colts   | Bill Schultz    | Guard             | Southern California |
| 95     | Los Angeles Raiders  | Torin Dorn      | Cornerback        | North Carolina      |
| 96     | Kansas City Chiefs   | Fred Jones      | Wide Receiver     | Grambling           |
| 97     | Pittsburgh Steelers  | Chris Calloway  | Wide Receiver     | Michigan            |
| 98     | New Orleans Saints   | DeMond Winston  | Inside Linebacker | Vanderbilt          |
| 99     | Houston Oilers       | Eric Still      | Guard             | Tennessee           |
| 100    | Buffalo Bills        | Eddie Fuller    | Running Back      | Louisiana State     |
| 101    | Cleveland Browns     | Harlon Barnett  | Defensive Back    | Michigan State      |
| 102    | Green Bay Packers    | Jackie Harris   | Tight End         | Louisiana-Monroe    |
| 103    | Indianapolis Colts   | Alan Grant      | Cornerback        | Stanford            |
| 104    | Minnesota Vikings    | Alonzo Hampton  | Cornerback        | Pittsburgh          |
| 105    | Detroit Lions        | Chris Oldham    | Safety            | Oregon              |
| 106    | Indianapolis Colts   | Rick Cunningham | Guard             | Texas A&M           |
| 107    | New York Giants      | David Whitmore  | Defensive Back    | Stephen F. Austin   |
| 108    | Tampa Bay Buccaneers | Tony Mayberry   | Center            | Wake Forest         |
| 109    | Washington Redskins  | Rico Labbe      | Defensive Back    | Boston College      |

### Quinto giro
| Scelta | Squadra              | Giocatore        | Ruolo            | College             |
| ------ | -------------------- | ---------------- | ---------------- | ------------------- |
| 110    | New England Patriots | Junior Robinson  | Cornerback       | East Carolina       |
| 111    | Denver Broncos       | Jeff Davidson    | Guard            | Ohio State          |
| 112    | New York Jets        | Tony Savage      | Defensive Tackle | Washington State    |
| 113    | New England Patriots | Jon Melander     | Guard            | Minnesota           |
| 114    | Tampa Bay Buccaneers | Ian Beckles      | Guard            | Indiana             |
| 115    | Phoenix Cardinals    | Larry Centers    | Fullback         | Stephen F. Austin   |
| 116    | Minnesota Vikings    | Reggie Thornton  | Wide Receiver    | Bowling Green       |
| 117    | Chicago Bears        | Pat Chaffey      | Running Back     | Oregon State        |
| 118    | Detroit Lions        | Jeff Campbell    | Wide Receiver    | Colorado            |
| 119    | Seattle Seahawks     | Eric Hayes       | Defensive Tackle | Florida State       |
| 120    | New England Patriots | James Gray       | Running Back     | Texas Tech          |
| 121    | Atlanta Falcons      | Reggie Redding   | Tackle           | Cal State-Fullerton |
| 122    | Cincinnati Bengals   | Lynn James       | Wide Receiver    | Arizona State       |
| 123    | Los Angeles Raiders  | Stan Smagala     | Defensive Back   | Notre Dame          |
| 124    | Kansas City Chiefs   | Derrick Graham   | Tackle           | Appalachian State   |
| 125    | New Orleans Saints   | Charles Arbuckle | Tight End        | UCLA                |
| 126    | Houston Oilers       | Richard Newbill  | Linebacker       | Miami               |
| 127    | Kansas City Chiefs   | Ken Hackemack    | Tackle           | Texas               |
| 128    | Pittsburgh Steelers  | Barry Foster     | Running Back     | Arkansas            |
| 129    | Cleveland Browns     | Rob Burnett      | Defensive End    | Syracuse            |
| 130    | Washington Redskins  | Brian Mitchell   | Running Back     | Louisiana-Lafayette |
| 131    | Minnesota Vikings    | Cedric Smith     | Running Back     | Florida             |
| 132    | Green Bay Packers    | Charles Wilson   | Wide Receiver    | Memphis             |
| 133    | Philadelphia Eagles  | Calvin Williams  | Wide Receiver    | Purdue              |
| 134    | New York Jets        | Robert McWright  | Defensive Back   | Texas Christian     |
| 135    | New York Giants      | Craig Kupp       | Quarterback      | Pacific Lutheran    |
| 136    | Denver Broncos       | Le-Lo Lang       | Cornerback       | Washington          |
| 137    | Miami Dolphins       | Leroy Holt       | Running Back     | Southern California |

### Sesto giro
| Scelta | Squadra              | Giocatore         | Ruolo              | College                 |
| ------ | -------------------- | ----------------- | ------------------ | ----------------------- |
| 138    | San Diego Chargers   | John Friesz       | Quarterback        | Idaho                   |
| 139    | Atlanta Falcons      | Mike Pringle      | Running Back       | Cal State-Fullerton     |
| 140    | New York Jets        | Terance Mathis    | Wide Receiver      | New Mexico              |
| 141    | Tampa Bay Buccaneers | Derrick Douglas   | Running Back       | Louisiana Tech          |
| 142    | Phoenix Cardinals    | Tyrone Shavers    | Wide Receiver      | Lamar                   |
| 143    | San Diego Chargers   | Frank Cornish     | Center             | UCLA                    |
| 144    | Chicago Bears        | John Mangum       | Defensive Back     | Alabama                 |
| 145    | San Diego Chargers   | David Pool        | Cornerback         | Carson-Newman           |
| 146    | Seattle Seahawks     | Ned Bolcar        | Middle Linebacker  | Notre Dame              |
| 147    | Detroit Lions        | Maurice Henry     | Outside Linebacker | Kansas State            |
| 148    | Indianapolis Colts   | Tony Walker       | Outside Linebacker | S.E. Missouri           |
| 149    | Los Angeles Raiders  | Marcus Wilson     | Running Back       | Virginia                |
| 150    | Cincinnati Bengals   | Don Odegard       | Cornerback         | Nevada-Las Vegas        |
| 151    | Miami Dolphins       | Sean Vanhorse     | Cornerback         | Howard                  |
| 152    | Kansas City Chiefs   | Tom Sims          | Defensive Tackle   | Pittsburgh              |
| 153    | Houston Oilers       | Tony Jones        | Wide Receiver      | Texas                   |
| 154    | Buffalo Bills        | John Nies         | Punter             | Arizona                 |
| 155    | Pittsburgh Steelers  | Ronald Heard      | Wide Receiver      | Bowling Green           |
| 156    | New Orleans Saints   | Mike Buck         | Quarterback        | Maine                   |
| 157    | Cleveland Browns     | Randy Hilliard    | Cornerback         | Northwestern State, La. |
| 158    | New Orleans Saints   | James Williams    | Inside Linebacker  | Mississippi State       |
| 159    | Green Bay Packers    | Bryce Paup        | Outside Linebacker | Northern Iowa           |
| 160    | Washington Redskins  | Kent Wells        | Defensive Tackle   | Nebraska                |
| 161    | Los Angeles Rams     | Tim Stallworth    | Wide Receiver      | Washington State        |
| 162    | Philadelphia Eagles  | Kevin Thompson    | Defensive Back     | Oklahoma                |
| 163    | San Diego Chargers   | Derrick Walker    | Tight End          | Michigan                |
| 164    | Denver Broncos       | Ronnie Haliburton | Outside Linebacker | Louisiana State         |
| 165    | San Francisco        | Frank Pollack     | Tackle             | Northern Arizona        |

### Settimo giro
| Scelta | Squadra              | Giocatore         | Ruolo              | College             |
| ------ | -------------------- | ----------------- | ------------------ | ------------------- |
| 166    | Buffalo Bills        | Brent Griffith    | Guard              | Minnesota-Duluth    |
| 167    | New York Jets        | Dwayne White      | Guard              | Alcorn State        |
| 168    | New York Jets        | Basil Proctor     | Linebacker         | West Virginia       |
| 169    | Phoenix Cardinals    | Johnny Johnson    | Running Back       | San Jose State      |
| 170    | Buffalo Bills        | Brent Collins     | Linebacker         | Carson-Newman       |
| 171    | Tampa Bay Buccaneers | Donnie Gardner    | Defensive End      | Kentucky            |
| 172    | San Diego Chargers   | Jeff Novak        | Guard              | S.W. Texas State    |
| 173    | Los Angeles Raiders  | Garry Lewis       | Cornerback         | Alcorn State        |
| 174    | Detroit Lions        | Tracy Hayworth    | Outside Linebacker | Tennessee           |
| 175    | Seattle Seahawks     | Bob Kula          | Tackle             | Michigan State      |
| 176    | Chicago Bears        | Bill Anderson     | Center             | Iowa                |
| 177    | Cincinnati Bengals   | Craig Ogletree    | Outside Linebacker | Auburn              |
| 178    | Cleveland Browns     | Scott Galbraith   | Tight End          | USC                 |
| 179    | Indianapolis Colts   | James Singletary  | Linebacker         | East Carolina       |
| 180    | Kansas City Chiefs   | Dave Szott        | Guard              | Penn State          |
| 181    | Buffalo Bills        | Fred DeRiggi      | Nose Tackle        | Syracuse            |
| 182    | Pittsburgh Steelers  | Dan Grayson       | Linebacker         | Washington State    |
| 183    | New Orleans Saints   | Scott Hough       | Guard              | Maine               |
| 184    | Houston Oilers       | Andy Murray       | Running Back       | Kentucky            |
| 185    | San Diego Chargers   | Joe Staysniak     | Guard              | Ohio State          |
| 186    | Green Bay Packers    | Lester Archambeau | Defensive End      | Stanford            |
| 187    | San Diego Chargers   | Nate Lewis        | Wide Receiver      | Oregon Tech         |
| 188    | Minnesota Vikings    | John Levelis      | Linebacker         | C.W. Post           |
| 189    | Philadelphia Eagles  | Terry Strouf      | Tackle             | Wisconsin–La Crosse |
| 190    | Los Angeles Rams     | Kent Elmore       | Punter             | Tennessee           |
| 191    | New York Giants      | Aaron Emanuel     | Running Back       | Southern California |
| 192    | Denver Broncos       | Shannon Sharpe    | Tight End          | Savannah State      |
| 193    | San Diego Chargers   | Keith Collins     | Defensive Back     | Appalachian State   |

### Ottavo giro
| Scelta | Squadra             | Giocatore         | Ruolo              | College              |
| ------ | ------------------- | ----------------- | ------------------ | -------------------- |
| 194    | Detroit Lions       | Willie Green      | Wide Receiver      | Mississippi          |
| 195    | Atlanta Falcons     | Tory Epps         | Defensive Tackle   | Memphis              |
| 196    | New York Jets       | Roger Duffy       | Center             | Penn State           |
| 197    | Los Angeles Raiders | Arthur Jimerson   | Defensive End      | Norfolk State        |
| 198    | Los Angeles Rams    | Ray Savage        | Linebacker         | Virginia             |
| 199    | Phoenix Cardinals   | Mickey Washington | Cornerback         | Texas A&M            |
| 200    | Chicago Bears       | James Rouse       | Running Back       | Arkansas             |
| 201    | San Diego Chargers  | J.J. Flannigan    | Running Back       | Colorado             |
| 202    | Seattle Seahawks    | Bill Hitchcock    | Guard              | Purdue               |
| 203    | Detroit Lions       | Roman Fortin      | Center             | San Diego State      |
| 204    | Cincinnati Bengals  | Doug Wellsandt    | Tight End          | Washington State     |
| 205    | Miami Dolphins      | Thomas Woods      | Wide Receiver      | Tennessee            |
| 206    | Indianapolis Colts  | Ken Clark         | Running Back       | Nebraska             |
| 207    | New Orleans Saints  | Gerry Gdowski     | Quarterback        | Nebraska             |
| 208    | Buffalo Bills       | Marvcus Patton    | Middle Line Backer | UCLA                 |
| 209    | Pittsburgh Steelers | Karl Dunbar       | Defensive End      | Louisiana State      |
| 210    | New Orleans Saints  | Derrick Carr      | Defensive End      | Bowling Green        |
| 211    | Houston Oilers      | Brett Tucker      | Defensive Back     | Northern Illinois    |
| 212    | Cleveland Browns    | Jock Jones        | Outside Linebacker | Virginia Tech        |
| 213    | Indianapolis Colts  | Harvey Wilson     | Defensive Back     | Southern U.          |
| 214    | Minnesota Vikings   | Craig Schlichting | Defensive End      | Wyoming              |
| 215    | Green Bay Packers   | Roger Brown       | Cornerback         | Virginia Tech        |
| 216    | Los Angeles Rams    | Elbert Crawford   | Guard              | Arkansas             |
| 217    | Philadelphia Eagles | Curt Dykes        | Tackle             | Oregon               |
| 218    | New York Giants     | Barry Voorhees    | Tackle             | Cal State-Northridge |
| 219    | Denver Broncos      | Brad Leggett      | Center             | Southern California  |
| 220    | San Francisco 49ers | Dwight Pickens    | Wide Receiver      | Fresno State         |

### Nono giro
| Scelta | Squadra                                 | Giocatore        | Ruolo             | College              |
| ------ | --------------------------------------- | ---------------- | ----------------- | -------------------- |
| 221    | Dallas Cowboys                          | Kenneth Gant     | Defensive Back    | Albany State, Ga.    |
| 222    | Atlanta Falcons                         | Darrell Jordan   | Linebacker        | Northern Arizona     |
| 223    | New York Jets                           | Dale Dawkins     | Wide Receiver     | Miami                |
| 224    | Tampa Bay Buccaneers                    | Terry Cook       | Defensive End     | Fresno State         |
| 225    | Phoenix Cardinals                       | David Bavaro     | Inside Linebacker | Syracuse             |
| 226    | New England Patriots                    | Shawn Bouwens    | Guard             | Nebraska Wesleyan    |
| 227    | San Diego Chargers                      | Chris Goetz      | Guard             | Pittsburgh           |
| 228    | Chicago Bears                           | Johnny Bailey    | Running Back      | Texas A&M-Kingsville |
| 229    | Detroit Lions                           | Jack Linn        | Tackle            | West Virginia        |
| 230    | Los Angeles Raiders                     | Leon Perry       | Running Back      | Oklahoma             |
| 231    | Miami Dolphins                          | Phil Ross        | Tight End         | Oregon State         |
| 232    | Indianapolis Colts                      | Darvell Huffman  | Wide Receiver     | Boston U.            |
| 233    | New Orleans Saints                      | Broderick Graves | Running Back      | Winston-Salem        |
| 234    | Cincinnati Bengals                      | Mitchell Price   | Cornerback        | Tulane               |
| 235    | Kansas City Chiefs                      | Michael Owens    | Running Back      | Syracuse             |
| 236    | New Orleans Saints                      | Lonnie Brockman  | Linebacker        | West Virginia        |
| 237    | Houston Oilers                          | Pat Coleman      | Wide Receiver     | Mississippi          |
| 238    | Buffalo Bills                           | Clarkston Hines  | Wide Receiver     | Duke                 |
| 239    | Pittsburgh Steelers                     | Gary Jones       | Free Safety       | Texas A&M            |
| 240    | Cleveland Browns                        | Eugene Rowell    | Wide Receiver     | Southern Mississippi |
| 241    | Minnesota Vikings                       | Terry Allen      | Running Back      | Clemson              |
| 242    | Green Bay Packers                       | Kirk Baumgartner | Quarterback       | Wis.-Stevens Point   |
| 243    | Washington Redskins                     | Tim Moxley       | Guard             | Ohio State           |
| 244    | Philadelphia Eagles                     | Cecil Gray       | Tackle            | North Carolina       |
| 245    | Los Angeles Rams                        | Tony Lomack      | Wide Receiver     | Florida              |
| 246    | New York Giants                         | Clint James      | Defensive End     | Louisiana State      |
| 247    | Denver Broncos                          | Todd Ellis       | Quarterback       | South Carolina       |
| 248    | San Francisco 49ers                     | Odell Haggins    | Defensive Tackle  | Florida State        |
| 0      | Phoenix Cardinals (Draft supplementare) | Willie Williams  | Tight End         | LSU                  |

### Decimo giro
| Scelta | Squadra              | Giocatore        | Ruolo              | College             |
| ------ | -------------------- | ---------------- | ------------------ | ------------------- |
| 249    | Minnesota Vikings    | Pat Newman       | Wide Receiver      | Utah State          |
| 250    | Atlanta Falcons      | Donnie Salum     | Linebacker         | Arizona             |
| 251    | New York Jets        | Brad Quast       | Linebacker         | Iowa                |
| 252    | Phoenix Cardinals    | Dave Elle        | Tight End          | South Dakota        |
| 253    | New England Patriots | Anthony Landry   | Running Back       | Stephen F. Austin   |
| 254    | Tampa Bay Buccaneers | Mike Busch       | Tight End          | Iowa State          |
| 255    | Chicago Bears        | Terry Price      | Defensive End      | Texas A&M           |
| 256    | San Diego Chargers   | Kenny Berry      | Defensive Back     | Miami               |
| 257    | Seattle Seahawks     | Robert Morris    | Defensive End      | Valdosta State      |
| 258    | Detroit Lions        | Bill Miller      | Wide Receiver      | Illinois State      |
| 259    | Denver Broncos       | Jim Szymanski    | Defensive End      | Michigan State      |
| 260    | New Orleans Saints   | Gary Cooper      | Wide Receiver      | Clemson             |
| 261    | Cincinnati Bengals   | Eric Crigler     | Tackle             | Murray State        |
| 262    | Washington Redskins  | D'Juan Francisco | Defensive Back     | Notre Dame          |
| 263    | Kansas City Chiefs   | Craig Hudson     | Tight End          | Wisconsin           |
| 264    | Houston Oilers       | Dee Thomas       | Defensive Back     | Nicholls State      |
| 265    | Buffalo Bills        | Mike Lodish      | Defensive Tackle   | UCLA                |
| 266    | Pittsburgh Steelers  | Eddie Miles      | Linebacker         | Minnesota           |
| 267    | New Orleans Saints   | Ernest Spears    | Defensive Back     | Southern California |
| 268    | Cleveland Browns     | Michael Wallace  | Defensive Back     | Jackson State       |
| 269    | Green Bay Packers    | Jerome Martin    | Defensive Back     | Western Kentucky    |
| 271    | Washington Redskins  | Thomas Rayam     | Guard              | Alabama             |
| 271    | Minnesota Vikings    | Donald Smith     | Defensive Back     | Liberty             |
| 272    | Los Angeles Rams     | Steve Bates      | Defensive End      | James Madison       |
| 273    | Philadelphia Eagles  | Orlando Adams    | Defensive Tackle   | Jacksonville State  |
| 274    | New York Giants      | Otis Moore       | Defensive Tackle   | Clemson             |
| 275    | Denver Broncos       | Anthony Thompson | Outside Linebacker | East Carolina       |
| 276    | San Francisco 49ers  | Martin Harrison  | Defensive End      | Washington          |

### Undicesimo giro
| Scelta | Squadra              | Giocatore         | Ruolo              | College                 |
| ------ | -------------------- | ----------------- | ------------------ | ----------------------- |
| 277    | Dallas Cowboys       | Dave Harper       | Linebacker         | Humboldt State          |
| 278    | Atlanta Falcons      | Chris Ellison     | Defensive Back     | Houston                 |
| 279    | New York Jets        | Derrick Kelson    | Defensive Back     | Purdue                  |
| 280    | New England Patriots | Sean Smith        | Defensive End      | Georgia Tech            |
| 281    | Tampa Bay Buccaneers | Terry Anthony     | Wide Receiver      | Florida State           |
| 282    | Phoenix Cardinals    | Dempsey Norman    | Wide Receiver      | St. Francis, Ill.       |
| 283    | San Diego Chargers   | Tommie Stowers    | Tight End          | Missouri                |
| 284    | Chicago Bears        | Brent White       | Defensive End      | Michigan                |
| 285    | Detroit Lions        | Reginald Warnsley | Running Back       | Southern Mississippi    |
| 286    | Seattle Seahawks     | Daryl Reed        | Defensive Back     | Oregon                  |
| 287    | New Orleans Saints   | Webbie Burnett    | Nose Tackle        | Western Kentucky        |
| 288    | Cincinnati Bengals   | Tim O'Connor      | Tackle             | Virginia                |
| 289    | San Francisco 49ers  | Anthony Shelton   | Safety             | Tennessee State         |
| 290    | Indianapolis Colts   | Carnel Smith      | Defensive End      | Pittsburgh              |
| 291    | Kansas City Chiefs   | Ernest Thompson   | Running Back       | Georgia Southern        |
| 292    | Buffalo Bills        | Al Edwards        | Wide Receiver      | Northwestern State, La. |
| 293    | Pittsburgh Steelers  | Justin Strzelczyk | Guard              | Maine                   |
| 294    | Philadelphia Eagles  | John Hudson       | Guard              | Auburn                  |
| 295    | Houston Oilers       | Joey Banes        | Tackle             | Houston                 |
| 296    | Cleveland Browns     | Clemente Gordon   | Quarterback        | Grambling               |
| 297    | Washington Redskins  | Jon Leverenz      | Middle Line Backer | Minnesota               |
| 298    | Chicago Bears        | Roman Matusz      | Tackle             | Pittsburgh              |
| 299    | Green Bay Packers    | Harry Jackson     | Running Back       | St. Cloud State         |
| 300    | Philadelphia Eagles  | Tyrone Watson     | Wide Receiver      | Tennessee State         |
| 301    | Los Angeles Rams     | Bill Goldberg     | Defensive End      | Georgia                 |
| 302    | New York Giants      | Tim Downing       | Defensive End      | Washington State        |
| 303    | Los Angeles Raiders  | Ron Lewis         | Wide Receiver      | Jackson State           |
| 304    | Los Angeles Raiders  | Myron Jones       | Running Back       | Fresno State            |

### Dodicesimo giro
| Scelta | Squadra              | Giocatore        | Ruolo          | College              |
| ------ | -------------------- | ---------------- | -------------- | -------------------- |
| 305    | Atlanta Falcons      | Shawn McCarthy   | Punter         | Purdue               |
| 306    | New York Jets        | Darrell Davis    | Defensive End  | Texas Christian      |
| 307    | Tampa Bay Buccaneers | Todd Hammel      | Quarterback    | Stephen F. Austin    |
| 308    | Phoenix Cardinals    | Donnie Riley     | Running Back   | Central Michigan     |
| 309    | New England Patriots | Ventson Donelson | Defensive Back | Michigan State       |
| 310    | Chicago Bears        | Anthony Cooney   | Defensive Back | Arkansas             |
| 311    | Indianapolis Colts   | Gene Benhart     | Quarterback    | Western Illinois     |
| 312    | Seattle Seahawks     | John Gromos      | Quarterback    | Vanderbilt           |
| 313    | Detroit Lions        | Robert Claiborne | Wide Receiver  | San Diego State      |
| 314    | Cincinnati Bengals   | Andre Riley      | Wide Receiver  | Washington           |
| 315    | Miami Dolphins       | Bobby Harden     | Safety         | Miami                |
| 316    | Indianapolis Colts   | Dean Brown       | Guard          | Notre Dame           |
| 317    | Los Angeles Raiders  | Major Harris     | Quarterback    | West Virginia        |
| 318    | Kansas City Chiefs   | Tony Jeffery     | Wide Receiver  | San Jose State       |
| 319    | Pittsburgh Steelers  | Richard Bell     | Running Back   | Nebraska             |
| 320    | New Orleans Saints   | Chris Port       | Guard          | Duke                 |
| 321    | Houston Oilers       | Reggie Slack     | Quarterback    | Auburn               |
| 322    | New England Patriots | Blaine Rose      | Guard          | Maryland             |
| 323    | Cleveland Browns     | Kerry Simien     | Wide Receiver  | Texas A&M-Kingsville |
| 324    | Minnesota Vikings    | Ron Goetz        | Linebacker     | Minnesota            |
| 325    | Green Bay Packers    | Kirk Maggio      | Punter         | UCLA                 |
| 326    | San Diego Chargers   | Elliott Searcy   | Wide Receiver  | Southern U.          |
| 327    | Philadelphia Eagles  | Judd Garrett     | Running Back   | Princeton            |
| 328    | Los Angeles Rams     | David Lang       | Running Back   | Northern Arizona     |
| 329    | New York Giants      | Matt Stover      | Kicker         | Louisiana Tech       |
| 330    | Phoenix Cardinals    | Ken McMichel     | Defensive Back | Oklahoma             |
| 331    | Los Angeles Raiders  | Demetrius Davis  | Tight End      | Nevada               |